# La Loma, Guanajuato kommun
La Loma är en ort i Mexiko.   Den ligger i kommunen Guanajuato och delstaten Guanajuato, i den centrala delen av landet, 300 km nordväst om huvudstaden Mexico City. La Loma ligger 1 968 meter över havet och antalet invånare är 232.
Terrängen runt La Loma är huvudsakligen kuperad. La Loma ligger nere i en dal. Runt La Loma är det ganska tätbefolkat, med 160 invånare per kvadratkilometer. Närmaste större samhälle är Guanajuato, 13,5 km sydost om La Loma. Trakten runt La Loma består i huvudsak av gräsmarker.